# Maladera amboliensis
Maladera amboliensis (лат.) — вид пластинчатоусых жуков рода Maladera из подсемейства хрущей (Scarabaeidae).

## Распространение
Индия, штат Махараштра, Amboli.

## Описание
Пластинчатоусые жуки среднего размера. Тело продолговато-овальное, черноватое, усики желтоватые, тусклые, лаброклипеус блестящий, тело голое за исключением отдельных щетинок на дорсальной поверхности головы. Длина тела: 7,4—7,7 мм, длина надкрылий: 5,0—5,3 мм, ширина: 4,2—4,4 мм. Личинки, предположительно, как и у близких видов, живут в почве, питаются корнями растений.

## Систематика и этимология
Вид был впервые описан в 2016 году по материалам из Индии. Наиболее близок к виду Maladera constans, от которого отличается большой правой парамерой, которая не уплощена и без концевого крючка, а также очень короткой средней долей фаллобазы. Название нового вида происходит от названия  места обнаружения типовой серии Amboli.